# Malinche
Il Matlacuéyetl (Matlalcueye o Matlalcuéitl) in lingua náhuatl signora dalla gonna delle pietre verdi, chiamato anche Malintzin, o La Malinche è un vulcano dormiente di 4.420 m s.l.m.
Il nome Matlacuéitl - così lo chiamavano gli antichi tlaxcalteca - era il nome della sposa del dio Tláloc e dea dell'acqua portatrice di vita; ma all'arrivo degli spagnoli il nome cambiò in Malintzin (La Malinche), in onore di Malinalli, la donna che aveva aiutato gli spagnoli come interprete.
È uno stratovulcano la cui ultima eruzione risale a circa 3.100 anni fa. Fa parte della Fascia Vulcanica Trasversale ed è la sesta più alta vetta del Messico. Si trova a cavallo degli Stati di Puebla e Tlaxcala: la vetta dista 22,4 km dalla città di Tlaxcala e 28,3 km dalla città di Puebla. È situato nel Parco Nazionale La Malinche che ha un'estensione di 458,52 km², il 68,5 % del quale appartiene allo Stato di Tlaxcala.
Altre vette appartengono allo stesso massiccio: il picco Xaltonele, il cratere Xalapaxco e il più noto Cuatlapanga, un vulcano di 2.900 m s.l.m. che si erge ai piedi del Matlacuéyetl, nello Stato di Tlaxcala tra i comuni di San José Teacalco e San Antonio Cuaxomulco.

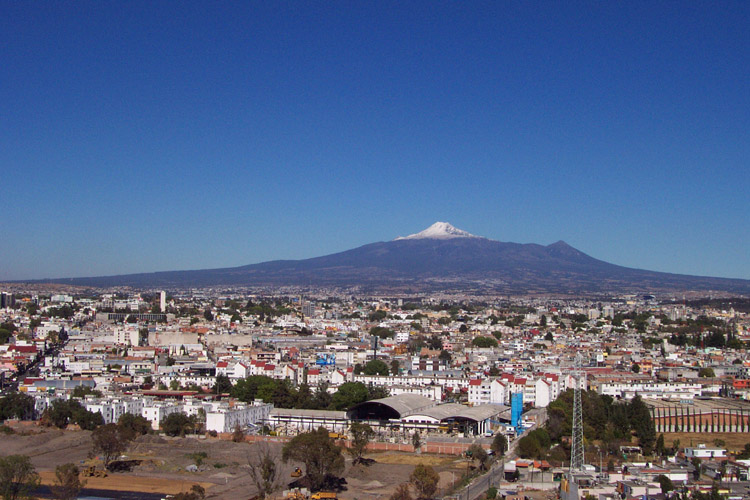
La città di Puebla e sullo sfondo il vulcano Matlalcuéyetl (la Malinche)